# Меньшиково (Калузька область)
Меньшиково (рос. Меньшиково) — присілок в Ферзиковському районі Калузької області Російської Федерації.
Населення становить 4 особи. Входить до складу муніципального утворення Октябрська сільрада.

## Історія
Від 2004 року входить до складу муніципального утворення Октябрська сільрада

## Населення
| 2002 | 2010 | 2011 |
| ---- | ---- | ---- |
| 5    | ↘1   | ↗4   |